# Cali (rijeka)
Cali je rijeka u zapadnom dijelu Kolumbije. Izvire u području Farallones de Cali u planinama Cordillera Occidental. Teče kroz grad Cali, te se zatim ulijeva u   rijeku Cauce kao njena lijeva pritoka. Pripada porječju rijeke Magdalene i karipskom slijevu.

## Vanjske poveznice
|  | Zajednički poslužitelj ima još gradiva o temi Cali (rijeka) |